# أوستين بيري
أوستين بيري (بالإسبانية: Austin Berry)‏ (5 أبريل 1971 في كوستاريكا - ) هو مدرب كرة قدم ولاعب كرة قدم كوستاريكي في مركز الدفاع. شارك مع منتخب كوستاريكا لكرة القدم. أما مع النوادي، فقد لعب مع نادي فرايبورغ ونادي ألاجولينسي وAntigua GFC ‏ ونادي هيريديانو.

## وصلات خارجية
- أوستين بيري على موقع الاتحاد الدولي (مؤرشف)  (الإنجليزية)
- أوستين بيري على موقع قاعدة بيانات كرة القدم.إي يو (الإنجليزية)
- أوستين بيري على موقع بيانات كرة القدم. دي إي (الألمانية)
- أوستين بيري على موقع ناشيونال فوتبول تيمز (الإنجليزية)
- أوستين بيري على موقع Soccerway.com (الإنجليزية)